# Бесконечный бассейн
Безграничный, переливной или безбортный бассейн (англ. infinity (edge) pool) — плавательный бассейн или иной искусственный водоём, в котором вода переливается через один или несколько краев, создавая впечатление, что водная поверхность не имеет границы.
Бассейны «инфинити» обычно устраивают в местах, где край бассейна визуально сливается с видом на океан или небо. Чаще всего такие сооружения можно увидеть на фешенебельных курортах и в других местах вип-отдыха.
Оптическая иллюзия безбрежности водной глади использовалась ещё ландшафтоустроителями эпохи барокко, о чём свидетельствуют некоторые фонтаны в садах Версаля.
Современные бассейны с оптическими иллюзиями, как правило, сложны в устройстве и дороги в исполнении. Чтобы достичь большего эффекта, их часто располагают на вершине склона или дома.
«Безграничный» край бассейна заканчивается водосливом, который на 1,6-6,4 мм находится ниже, чем уровень воды в бассейне. Вода переливается через водослив в водосливной бассейн позади водослива. Вода выливается в этот водосборный бассейн, откуда она вновь перекачивается в бассейн.